# Álvar García de Santa María
Álvar García de Santa María (Burgos, 1370 o 1373 – 21 marzo 1460) è stato uno scrittore spagnolo di origine ebraica..
Quando aveva solo ventidue anni, fu nominato consigliere reale di Ferdinando I di Aragona e cronista del regno di Castiglia.
Il suo contributo alla letteratura medievale fu importante per far parte della stesura della Crónica de Juan II de Castilla. Lo storico Juan de Mata Carriazo afferma che è "il testo più importante della storiografia castigliana del XV secolo e una delle storie più dettagliate e informative di tutti i tempi".
Era un membro di una potente famiglia ebraica castigliana, i Levi. Suo fratello, Pablo García de Santa María, vescovo di Burgos e storico, condusse l'intera famiglia alla conversione, intorno all'anno 1390, quando ci furono assalti nei quartieri ebraici.